# دانييلا كليمينشيتس
دانييلا كليمينشيتس (بالألمانية: Daniela Klemenschits)‏ مواليد 13 نوفمبر 1982 في فيينا - الوفاة 09 أبريل 2008 في زالتسبورغ، كانت لاعبة كرة مضرب نمساوية بدأت مسيرتها كمحترفة سنة 1996 وكانت تلعب باليد اليمنى، اعتزلت اللعب في 2006. أعلى تصنيف لها في الفردي كان المركز الـ 356 في سنة 2001. أعلى تصنيف لها في الزوجي كان المركز الـ 95 في سنة 2005.

## روابط خارجية
- دانييلا كليمينشيتس على موقع رابطة محترفات التنس (الإنجليزية)
- دانييلا كليمينشيتس على موقع الاتحاد الدولي لكرة المضرب (الإنجليزية)
- دانييلا كليمينشيتس على موقع كأس بيلي جين كينغ (الإنجليزية)
- دانييلا كليمينشيتس على موقع خلاصة التنس.كوم (الإنجليزية)